# ポールスグレイブ・ウィリアムズ
ポールスグレイブ・ウィリアムズ（Paulsgrave Williams、 生没年不詳）は、主にカリブ海やアメリカ東海岸、西アフリカ沖で活動した海賊。ニュープロビデンス島の海賊共和国の一員でもあった他、サミュエル・ベラミーとの航海で知られている。名はパルスグレイブ、パルグレイブとも表記され、単にポール・ウィリアムズと呼ばれることもある。

## 略歴

### 初期の海賊行為
ウィリアムズはロードアイランド植民地のニューポート出身で、銀細工師であり、妻と2人の子供がいた。後に悪名を轟かせる海賊としては珍しく、卑しい生まれではなく、父は裕福な商人兼マサチューセッツの議員であり、母はチャールズタウンやブロック島の名士であった。彼がベラミーとどのような経緯で知り合ったのかは謎だが、1715年に2人はフロリダ沖で沈没したスペインの船団から財宝を引き揚げるため船を購入した。翌1716年の1月、ベラミーとウィリアムズはフロリダ沖に到着するが、そこには既に英国船が殺到しており、ほとんど成果をあげることは出来なかった。それでも諦めきれなかった彼らは元の船をピローグと呼ばれる帆走のカヌーと交換し、ヘンリー・ジェニングスの一団に加わって海賊となることを決意する。
ジェニングスはキューバ北西沖バイーヤ・ホンダに停泊していたフランス船セント・メアリー号を拿捕して船員を拷問し、陸揚げして隠したという3万枚ものピース・オブ・エイトの在り処を白状させた。船に財宝を積み込んでいる最中、近海にマリアンヌ号という商船が航行していることを知ったジェニングスはこれも獲物にしようとしたが、ベンジャミン・ホーニゴールドが先んじてこれを奪ってしまった。ジェニングスはホーニゴールドを攻撃しようと旗艦のベルシェバ号で追跡に向かったが、ジェニングスが出発するやいなや、ベラミーとウィリアムズはセント・メアリー号を制圧し、大量のピース・オブ・エイトをピローグに積み込んで逃走した。ホーニゴールドの追跡に失敗したジェニングスはセント・メアリー号の財宝も失ったのである。

### ナッソーの海賊に
バイーヤ・ホンダから去ってしばらく、ベラミーとウィリアムズはジェニングスが追っていたホーニゴールドと出会う。2人はホーニゴールドの海賊団に加わり、ベラミーはホーニゴールドが鹵獲していたマリアンヌ号の船長を任されることになった。さらに数週間後、一行はラ・ブーシュことオリビエ・ルバスール船長のポスティリオン号と遭遇し、彼らも仲間に加わった。一行は巨大な一味に膨れ上がったが、それによって問題も生じた。ホーニゴールドは私掠船として母国である英国のために戦ったことを誇りに思っており、戦争が終結した後でもその忠誠心を失っていなかった。ホーニゴールドが英国籍の船舶は決して襲おうしなかったため、それを他の乗組員たちは不満に思っていた。8月、遭遇した英国船を襲うことにホーニゴールドが反対し、再びその問題が持ち上がった時、乗組員たちは投票によって彼の代わりにベラミーを船長にすることを決めた。これにより、ホーニゴールドと彼を支持した26人の乗組員たちはスループ船を与えられてナッソーに帰島し、ベラミーと200人に及ぶその支持者たちは何の制約もない新たな航海に乗り出した。
ベラミーとラ・ブーシュの一味はその後の数か月で多数の戦果をあげた。11月にはセントクリストファー島付近で砲26門で武装した英国船スルタナ号を拿捕し、ベラミーはこれを旗艦として、マリアンヌ号の指揮はウィリアムズに任せた。その後、ラ・ブーシュは自らの道を進むために一味から離脱する。

### ベラミーの最期
1717年4月、一味はウィンドワード海峡でローレンス・プリンス船長（彼はヘンリー・モーガンと航海したこともある元バッカニアだった）が指揮する大型の奴隷船ウィダー号を捕捉した。スルタナ号とマリアンヌ号は3日間かけてウィダー号を追跡し、拿捕した後にバハマ諸島ロング島まで連行した。ベラミーたちはウィダー号を旗艦とすることに決め、プリンスにはスルタナ号を与えて解放した。同月、一味はサウスカロライナの沖合でビーア船長のスループ船を拿捕し、船を沈めた。
ビーア船長の一件の後、一味はバージニアに向かったが、霧によってウィダー号とマリアンヌ号が離れ離れになってしまう。ウィリアムズは2隻の船を襲いつつブロック島の親戚を訪ね、当地で何人かを仲間に加えた。一方のベラミーもバージニア沖でアン・ギャレー号などのいくつかの船を襲撃していた。ベラミーとウィリアムズがこの地域で海賊行為を働いているというニュースは地元の商人たちをパニックにおとしいれた。この地の交易と航海は事実上停止状態となり、ベラミーはメインに向かい、ウィリアムズはロングアイランドに向かった。
4月26日、ウィダー号はウェルフリートで嵐に遭遇し、海岸から約10マイルの地点に強烈な勢いで流されて沈没した。ベラミーを含む100人以上の乗組員が死に、生き残ったのはたったの2人だった。ウィリアムズもロングアイランド沖で嵐に巻き込まれるが切り抜け、メインを目指した。クルーによればベラミーとウィリアムズはメインのケープエリザベス沖にあるリッチモンド島で落ち合うことにしていたのだという。5月、ウィリアムズはプロビンスタウン近くでセイラムから来たスクーナー船の船長と話をし、ウィダー号が沈没してベラミーも死に、財宝も全て失われたというニュースを聞いた。ウィリアムズは失望し、カリブ海に戻ることを決めた。
プロビデンス島に向かって南下するウィリアムズは、道中の沖合で多数の船を襲い、ニュージャージー、デラウェア、バージニア、カロライナなどの植民地を恐怖に陥れた。また、捕らえた船長が反抗的だからという理由で"冷酷に打ち据えた"などの虐待を加えた。ニュージャージーの沖合ではマリアンヌ号に無理矢理乗せられた乗組員たちが反乱を起こし、ウィリアムズは彼らに手ひどい反撃を与えた。反逆者のうち数人は帆桁に吊るされて殺されたという。

### 後年
ウィリアムズはプロビデンス島に帰島した。9月にはジョージ1世の海賊恩赦の布告が出され、翌1718年7月にはバハマ総督に任命されたウッズ・ロジャーズが軍艦を率いて島に到着した。ウィリアムズはこの時ナッソーにおり、恐らく恩赦を受けた海賊の1人であると思われる。
1720年、ウィリアムズはかつて行動を共にしたラ・ブーシュの元で再び海賊行為に手を染めていた。しかしかつてのように船長として船を任されることはなく、ラ・ブーシュの操舵手に落ち着いていた。ウィリアムズはこの降格に気を悪くしており、ラ・ブーシュの捕虜や他の船員たちはウィリアムズを"船長"とおだてて機嫌を取ることが常だったという。ウィリアムズは1723年までに海賊を引退し、結婚して余生を過ごしたとされる。具体的にいつどこで死亡したのかは分かっていない。

## 参考資料
- エリック・ジェイ・ドリン(著)、吉野弘人(訳)、『海賊の栄枯盛哀 悪名高きキャプテンたちの物語』2020年8月、パンローリング株式会社
- チャールズ・ジョンソン(著)、朝比奈一郎(訳)、『海賊列伝(上)』2012年2月、中公文庫
- チャールズ・ジョンソン(著)、朝比奈一郎(訳)、『海賊列伝(下)』2012年2月、中公文庫